# Intel vPro

Biểu trưng

Công nghệ Intel vPro là tập hợp của nhiều chức năng tích hợp bên trong bo mạch chủ và phần cứng khác của một PC. Intel vPro không phải là một PC và nó cũng không phải là công cụ quản trị đơn lẻ nào (như là Intel Active Management Technology (Intel AMT),Intel Unite (giải pháp phần mềm Conference Room)) cho người quản trị hệ thống. Intel vPro là sự kết hợp của nhiều công nghệ xử lý, những cải tiến phần cứng, các công cụ quản lý và nhiều công nghệ bảo mật nó cho phép tiếp cận đến PC từ xa – bao gồm việc giám sát, bảo trì và quản lý – một cách độc lập với tình trạng của hệ điều hành hoặc trạng thái năng lượng của PC. Mục đích của công nghệ Intel vPro là giúp doanh nghiệp thuận lợi hơn trong việc bảo quản và duy trì hệ thống, tăng cường bảo mật và giảm chi phí cho bộ phận Công nghệ thông tin (IT).

## Mối quan hệ giữa Intel vPro, Intel AMT, Intel Centrino 2 và Intel Core
Một số công nghệ của Intel có thể làm chúng ta nhầm lẫn. Sau đây là những đặc điểm khác biệt giữa vPro (hệ thống nền), AMT (công nghệ), Centrino 2 (công nghệ tích hợp) và Core 2 (bộ xử lý).
Bộ xử lý Intel Core 2 Duo hoặc Quad là đơn vị xứ lý trung tâm(CPU), là bộ não của chiếc PC. Công nghệ vi xử lý Intel Centrino 2 là tập hợp của nhiều công nghệ, nó bao gồm công nghệ Intel Core 2 Duo. Intel Centrino 2 được thiết kế cho mobile PC, vi dụ như laptop và những thiết bị có kích thước nhỏ khác. Core 2 và Centrino 2 được sản xuất dựa trên công nghệ 45-nm, có nhiều nhân xử lý và được thiết kế để chạy đa luồng (multithreading). Công nghệ Intel vPro là tập hợp của nhiều công nghệ tích hợp bên trong phần cứng của laptop hoặc desktop PC. Công nghệ này chủ yếu hướng đến đối tượng là doanh nghiệp, không dành cho người tiêu dùng. Một chiếc PC với công nghệ vPro chứa bên trong nó là công nghệ Intel AMT, Intel Virtualization Technology (Intel VT), Intel Trusted Execution Technology (Intel TXT), một kết nối mạng gigabit và nhiều công nghệ khác. Bạn có thể có một chiếc PC với bộ vi xử lý công nghệ Core 2 mà không có công nghệ vPro. Tuy nhiên, đặc trưng của công nghệ vPro đòi hỏi một PC phài có tối thiểu một bộ vi xử lý Core 2 Duo hoặc Quad hoặc Centrino 2.
Intel AMT là bộ phận của Intel Management Engine, nó được xây dựng bên trong PC cùng với công nghệ Intel vPro. Intel AMT là một bộ quản lý từ xa và những đặc tính bảo mật được thiết kế bên trong phần cứng của PC và nó cho phép người quản trị hệ thống có toàn quyền bảo mật AMT truy cập vào hệ thống thông tin và thực hiện những thao tác đặc biệt vào máy PC ở xa. Những thao tác nầy có cả việc bật/tắt nguồn (thông qua wake on LAN), khởi động từ xa hoặc trực tiếp (thông qua thiết bị điều khiển tín hiệu tích hợp hoặc IDI-R), điều khiển đổi hướng (thông qua serial over LAN) và nhiều tính năng bảo mật và quản lý từ xa khác.

## Những tính năng của công nghệ Intel vPro
Intel vPro là một "hệ thống nền" hoặc tập hợp những tính năng của phần cứng. PC với công nghệ vPro có ba thành phần chính: 1) Bộ vi xử lý Core 2 Duo/Quad hoặc Centrino 2 cho những ứng dụng doanh nghiệp; 
2) Tích hợp các thành phần (ví dụ đồ họa 64-bit) để giảm bớt sự rời rạc của các thành phần trong hệ thống; và 3) Công nghệ bảo mật và quản lý phần cứng sở (ví dụ Intel AMT).